# Laertes (Hamlet)
Laertes er en figur fra William Shakespeares tragedie Hamlet. Han er søn til Polonius og broderen til Ofelia. I slutscenen dræber han Hamlet med et giftig sværd, dette for at hævne sig på den han tror dræbte hans far og søster. Man kan med ganske stor sikkerhed slå fast at figuren Laertes blev skabt af Shakespeare, siden det ikke findes nogle tilsvarende personer i tidligere skuespil.
Navnet er antagelig taget fra Laertes, Odysseus' far i  i Homers digt Odysseen.